# حمية الكوكيز الغذائية
حمية الكوكيز الغذائية هي نظام غذائي للحد من السعرات الحرارية مُصمم لإنقاص الوزن، يعتمد على استبدال الوجبة بكوكيز معدة خصيصاً. تشمل حميات الكوكي نظام غذائي ذكي مدى الحياة، حمية كوكيز د. سيغال، حمية الكوكيز الهوليودية وحمية الكوكيز R&D. تتطلب الحمية تناول من 4 إلى 6 قطع كوكيز يومياً، بالإضافة إلى الأطعمة الأخرى، مثل وجبة واحدة مكونة من ستة أونصات من اللحم بالنسبة لنظام سيغال الغذائي.

## حمية الكوكيز الغذائية (رشيق مدى الحياة)
في عام 1975، خلال البحث في كتاب عن تأثير الأطعمة الطبيعية على الجوع، طور الطبيب المختص بإنقاص الوزن في جنوب فلوريدا والكاتب سانفور سيغال مزيجاً حصرياً من بعض الأحماض الأمينية وقام بخبزهم في كعكة كوكيز بهدف التحكم في شهية المرضى. وأصدر تعليماته إلى مرضاه بتناول ستة قطع من الكوكيز (حوالي 500 سعر حراري) خلال النهار للتحكم في الجوع، وعشاء يضم حوالي 300 سعر حراري في المساء. لاقت حمية الكوكيز الخاصة به رواجاً اقتصادياً، وخلال سنوات قليلة زادت عيادته إلى 14عيادة في فلوريدا و10 عيادات في أمريكا اللاتينية.[بحاجة لمصدر] بحلول منتصف الثمانينات من القرن العشرين، استخدم أكثر من 200 طبيب آخر طريقة سيغال ومنتجاته في ممارساتهم الخاصة.[بحاجة لمصدر] وقدم سيغال لاحقاً خليط مخفوق وحساء.
من عام 2002 إلى منتصف عام 2006، حصلت شركة U.S. Medical Care Holdings  على تصريح من سيغال،LLC للحصول على حق الامتياز لافتتاح مراكز لإنقاص الوزن باستخدام اسم سيغال، والكوكيز، الخليط والحساء. أنشئت الشركة مراكز في الولايات المتحدة وكندا بأسماء مختلفة منها مراكز سيغال رشيق مدى الحياة لإنقاص الوزن. انتهت العلاقة بين سيغال والشركة في أغسطس 2006. ولم يعد سيغال يقوم بتوريد منتجاته أو يعطي تراخيص لاسمه ونظامه لفقدان الوزن لشركة USMCH. في 25 سبتمبر 2008، تقدمت شركة USMCH بطلب للحماية من فصل 11 المتعلق بالإفلاس.